# Leptogaster lehri
Leptogaster lehri är en tvåvingeart som beskrevs av Hradsky och Huttinger 1983. Leptogaster lehri ingår i släktet Leptogaster och familjen rovflugor.
Artens utbredningsområde är Afghanistan. Inga underarter finns listade i Catalogue of Life.